# Xã Liberty, Quận Gage, Nebraska
Xã Liberty (tiếng Anh: Liberty Township) là một xã thuộc quận Gage, tiểu bang Nebraska, Hoa Kỳ. Năm 2010, dân số của xã này là 283 người.